# Чешњица
Чешњица (словен. Češnjica) је насељено место у саставу градске општине Љубљана, Средњесловенска регија, Словенија.

## Историја
До територијалне реорганизације у Словенији била је у саставу града Љубљане, односно старе општине Мосте-Поље.

## Територијална организација и припадност насеља
| Чешњица        | Чешњица                                     | Чешњица                                                                | Чешњица                                        |
| Пописна година | Држава/Крунска земља                        | Политички округ (округ, округ) / Судски округ (округ, округ) / општина | Насеља и делови насеља (број становника)       |
| -------------- | ------------------------------------------- | ---------------------------------------------------------------------- | ---------------------------------------------- |
| 1869           | Аустроугарска, Аустријско царство / Крањска | Љубљана / Љубљана / Добруње                                            | Kerschdorf / Чешњица (91)                      |
| 1880           | Аустроугарска, Аустријско царство / Крањска | Љубљана / Љубљана / Добруње                                            | Kerschdorf / Чешњица (100)                     |
| 1890           | Аустроугарска, Аустријско царство / Крањска | Љубљана / Љубљана / Добруње                                            | Чершњице (108): Чершњице (90), На Тичници (18) |
| 1900           | Аустроугарска, Аустријско царство / Крањска | Љубљана / Љубљана / Добруње                                            | Чершњице (105): Чершњице (86), На Тичници (19) |
| 1910           | Аустроугарска, Аустријско царство / Крањска | Љубљана / Љубљана / Добруње                                            | Чешњице (85): Чешњице (75), На Тичници (10)    |
| Чешњица        |                                             |                                                                        |                                                |
| Пописна година | Држава/Округ, Бановина                      | Жупанија (округ, округ) / општина                                      | Насеља и делови насеља (број становника)       |
| 1921           | Краљевина СХС                               |                                                                        |                                                |
| 1931           | Краљевина Југославија / Бановина Драва      |                                                                        |                                                |
| Чешњица        |                                             |                                                                        |                                                |
| Пописна година | Држава / Република                          | Жупанија (округ, округ) / општина                                      | Насеља и делови насеља (број становника)       |
| 1948           | ФНРЈ / НР Словенија                         | Љубљана–околица / МНО Добруње–Шостро                                   | Чешњица (106)                                  |
| 1953           | ФНРЈ / НР Словенија                         | Љубљана, град / Поље                                                   | Чешњица (103): Чешњица (73), На Тичници (30)   |
| 1961           | ФНРЈ / НР Словенија                         | Љубљана / Мосте–Поље                                                   | Чешњица (108)                                  |
| 1971           | СФРЈ / СР Словенија                         | Град Љубљана / Мосте–Поље                                              | Чешњица (101)                                  |
| 1981           | СФРЈ / СР Словенија                         | Град Љубљана / Мосте–Поље                                              | Чешњица (124)                                  |
| 1991           | СФРЈ / СР Словенија                         | Град Љубљана / Мосте–Поље                                              | Чешњица (98)                                   |
| Чешњица        |                                             |                                                                        |                                                |
| Пописна година | Држава                                      | општина                                                                | Насеља и делови насеља (број становника)       |
| 2002           | Словенија                                   | Градска општина Љубљана / округ Шостро                                 | Чешњица (104)                                  |
| 2011           | Словенија                                   | Градска општина Љубљана / округ Шостро                                 | Чешњица (121)                                  |
| 2021           | Словенија                                   | Градска општина Љубљана / округ Шостро                                 | Чешњица (136)                                  |

Напомена: МНО је скраћеница за Месни народни одбор.

## Становништво
У попису становништва из 2021. године, Чешњица је имала 136 становника.
| Број становника према пописима | Број становника према пописима | Број становника према пописима | Број становника према пописима | Број становника према пописима | Број становника према пописима | Број становника према пописима | Број становника према пописима | Број становника према пописима | Број становника према пописима | Број становника према пописима | Број становника према пописима | Број становника према пописима | Број становника према пописима | Број становника према пописима | Број становника према пописима |
| ------------------------------ | ------------------------------ | ------------------------------ | ------------------------------ | ------------------------------ | ------------------------------ | ------------------------------ | ------------------------------ | ------------------------------ | ------------------------------ | ------------------------------ | ------------------------------ | ------------------------------ | ------------------------------ | ------------------------------ | ------------------------------ |
| 1869                           | 1880                           | 1890                           | 1900                           | 1910                           | 1921                           | 1931                           | 1948                           | 1953                           | 1961                           | 1971                           | 1981                           | 1991                           | 2002                           | 2011                           | 2021                           |
| 91                             | 100                            | 108                            | 105                            | 85                             |                                |                                | 106                            | 103                            | 108                            | 101                            | 124                            | 98                             | 104                            | 121                            | 136                            |

Напомена: Године 1869. исказивано под именом Чеснича, 1880. под именом Чесница, а од 1890. до 1948. под именом Чешњице. Године 2012. извршена је мала размена територија између насеља Садиња вас и Чешњица.

### Етнички, језички и верски састав

#### Аустроугарска

##### Језички и верски састав
| Година пописа | укупно | Словеначки |
| ------------- | ------ | ---------- |
| 1869          | 91     | н/п        |
| 1880          | 100    | 100 (100%) |
| 1890          | 108    | 108 (100%) |
| 1900          | 105    | 105 (100%) |
| 1910          | 85     | 85 (100%)  |

| Година пописа | укупно | Римокатолици |
| ------------- | ------ | ------------ |
| 1869          | 91     | н/п          |
| 1880          | 100    | 100 (100%)   |
| 1890          | 108    | 108 (100%)   |
| 1900          | 105    | 105 (100%)   |
| 1910          | 85     | 85 (100%)    |

Напомена: Ознака н/п значи да нема података или да информација није наведена.

#### ФНР/СФР Југославија

##### Национални састав
| Чешњица                                                            | Чешњица                                           | Чешњица |
| ------------------------------------------------------------------ | ------------------------------------------------- | --- |
| 1961                                                               | 1971                                              | 1981 |
| укупно: 108 Словенци 106 (98,14%) Албанци 1 (0,92%) Срби 1 (0,92%) | укупно: 101 Словенци 99 (98,01%) Хрвати 2 (1,98%) | укупно: 124 Словенци 114 (91,93%) Муслимани 7 (5,64%) Хрвати 1 (0,80%) Југословени 1 (0,80%) Македонци 1 (0,80%) |